# توزکویوسو (قره‌تاش)
توزکویوسو (به ترکی استانبولی: Tuzkuyusu) یک منطقهٔ مسکونی در ترکیه است که در قره‌تاش (شهر) واقع شده‌است.